# Fernandy Mendy
Fernandy Mendy (ur. 16 stycznia 1994 w Guédiawaye) – piłkarz z Gwinei Bissau grający na pozycji środkowego obrońcy. Od 2022 jest bez klubu.

## Kariera klubowa
Swoją karierę piłkarską Mendy rozpoczął w klubie Angers SCO, w którego rezerwach grał w latach 2011–2014. Następnie w latach 2014–2019 był zawodnikiem La Flèche RC. W 2019 przeszedł do Raith Rovers, z którego w latach 2019–2020 był wypożyczony do Kelly Hearts. W sezonie 2021/2022 był piłkarzem Alloa Athletic.

## Kariera reprezentacyjna
W 2022 roku Mendy został powołany do reprezentacji Gwinei Bissau na Puchar Narodów Afryki 2021. Na tym turnieju nie rozegrał żadnego meczu.